# Institut de Llengua i Cultura Catalanes
L'Institut de Llengua i Cultura Catalanes (ILCC) és un institut de recerca universitari del Principat creat l'any 1986, que dedica la seva activitat a l'estudi i investigació de la història de la llengua i la literatura catalana des de l'edat mitjana fins a l'actualitat.

## Línies de recerca
- Història de la llengua i llengua normativa.[2]
- Literatura contemporània: teoria de la literatura i literatura comparada i patrimoni literari.
- Literatura humanística: Studia Humanitatis.
- Literatura medieval: cultura i literatura de la baixa edat mitjana.
- Literatura moderna: literatura catalana de l'edat moderna i literatura espanyola del segle d'or.

## Fons bibliogràfic
L'ILCC té un fons bibliogràfic i documental que consta d'uns 10.000 volums i és accessible des del catàleg de la Biblioteca de la Universitat de Girona. El fons compta amb documentació sobre la literatura dels trobadors i amb un arxiu de microfilms, microformes i reproduccions digitals procedent dels interessos de recerca dels seus investigadors. L'ILCC ha col·laborat en la creació de diversos fons especials de la Biblioteca de la UdG.

## Projectes
- Projecte iniciat l'any 1985 per estudiar i editar les obres de Francesc Eiximenis.
- Biblioteca digital Studia Humanitatis amb les biografies, les bibliografies i els textos d'humanistes catalans.[3]
- Repertori bibliogràfic biennal Qüern sobre llengua i literatura catalanes de l'edat mitjana i l'edat moderna[4]
- Base de dades Cançoners DB sobre els cançoners catalans medievals.[5]
- Coordinació del web Narpan: espai virtual de literatura i cultura medieval.[6]
- Coordinació del web Nise: literatura catalana de l'edat moderna.[7]
- Coordinació del web PatrimoniLiterarari.cat, dedicat als Jocs Florals de la llengua catalana contemporanis i a la difusió d'itineraris autoguiats.[8]

## Publicacions

### Col·leccions
- Estudis de Francesc Eiximenis (EFE)
- Obres de Francesc Eiximenis (OFE)
- Estudis i Documents.

### Revistes
- Mot so razo: revista d'estudis medievals coeditada pel Centre d'Estudis Trobadorescos de l'Ajuntament de Castelló d'Empúries i l'ILCC.[9]

- Studia Aurea. Revista de Literatura Española y Teoría Literaria y Siglo de Oro: revista creada per grups de recerca de la Universitat Autònoma de Barcelona i la Universitat de Girona amb periodicitat anual.[10]